# Montipora mactanensis
Montipora mactanensis är en korallart som beskrevs av Nemenzo 1979. Montipora mactanensis ingår i släktet Montipora och familjen Acroporidae. IUCN kategoriserar arten globalt som sårbar. Inga underarter finns listade i Catalogue of Life.